# S/2007 S 3
S/2007 S 3 je retrogradni naravni satelit Saturna iz Nordijske skupine.

## Odkritje in imenovanje
Luno S/2007 S 3 so odkrili  Scott S. Sheppard, David C. Jewitt, Jan Kleyna, in Brian G. Marsden 1. maja leta 2007 na posnetkih, ki so jih naredili med 18. januarjem in 19. aprilom 2007. 